# Gymnastikos Syllogos Doxa Dramas 2010-2011
Questa voce raccoglie le informazioni riguardanti il Gymnastikos Syllogos Doxa Dramas nelle competizioni ufficiali della stagione 2010-2011.

## Rosa
| N. |                        | Ruolo | Calciatore            |
| -- | ---------------------- | ----- | --------------------- |
| 1  | Slovenia (bandiera)    | P     | Dino Seremet          |
| 2  | Grecia (bandiera)      | D     | Theodoros Tripotseris |
| 5  | Grecia (bandiera)      | D     | Angelos Vertzos       |
| 6  | Grecia (bandiera)      | C     | Rafail Tsimplidis     |
| 7  | Brasile (bandiera)     | C     | Leandro Pinto         |
| 8  | Grecia (bandiera)      | C     | Christos Niaros       |
| 9  | Brasile (bandiera)     | C     | Wanderson             |
| 10 | Grecia (bandiera)      | C     | Christos Routsis      |
| 11 | Paesi Bassi (bandiera) | A     | Leandro Kappel        |
| 13 | Grecia (bandiera)      | C     | Chrīstos Aravidīs     |
| 14 | Grecia (bandiera)      | A     | Petros Topouzis       |
| 16 | Grecia (bandiera)      | D     | Petros Kanakoudis     |
| 18 | Portogallo (bandiera)  | C     | Vítor Lima            |

| N. |                      | Ruolo | Calciatore                  |
| -- | -------------------- | ----- | --------------------------- |
| 19 | Grecia (bandiera)    | D     | Charalampos Brilakis        |
| 20 | Grecia (bandiera)    | C     | Grigoris Pitsokos           |
| 22 | Grecia (bandiera)    | D     | Angelos Sikalias            |
| 23 | Argentina (bandiera) | C     | Alejandro Cascio            |
| 24 | Grecia (bandiera)    | C     | Georgios Katsikogiannis     |
| 26 | Grecia (bandiera)    | D     | Nikolaos Psychogios         |
| 28 | Ghana (bandiera)     | C     | Mohammed Abubakari          |
| 31 | Grecia (bandiera)    | C     | Aristides Soiledis          |
| 77 | Spagna (bandiera)    | P     | José Roca                   |
| 80 | Ungheria (bandiera)  | C     | Gábor Erős                  |
| 90 | Grecia (bandiera)    | P     | Konstantinos Theodoropoulos |
| 91 | Grecia (bandiera)    | A     | Alexis Koubroglou           |
| 99 | Grecia (bandiera)    | A     | Nikos Angeloudis            |